# Ясні Зорі
Я́сні Зо́рі (рос. Ясные Зори) — присілок у складі Макушинського округу Курганської області, Росія. 
Населення — 132 особи (2010, 143 у 2002).
Національний склад станом на 2002 рік:
- росіяни — 68 %